# 安達博文
安達 博文（あだち ひろふみ、1952年 - ）は画家。現在は国画会会員、日本美術家連盟会員、富山大学名誉教授。

## 経歴
- 富山県生まれ[2]
- 1977年 東京芸術大学美術学部卒業・第51回国展出品（以後、毎回出品）。
- 1979年 東京芸術大学大学院美術研究科修了・第53回国展国画賞受賞・第1回杜萌会展出品(髙島屋。東京日本橋・大阪。’05まで)。
- 1981年 文化庁芸術家国内研修員。
- 1988年 第5回伊藤廉記念賞展伊藤廉記念賞受賞。
- 1991年 文化庁派遣芸術家在外研修員（イタリア･フィレンツェ、‘92まで）。
- 1994年 ガレリア･イル･ポンテ個展（イタリア･フィレンツェ）。
- 1995年 平成7年度「とやま賞」受賞(財・富山県未来財団)。
- 1996年 個展「安達博文展」 (髙島屋･東京日本橋・大阪、‘03年)。
- 1997年 第40回安井賞展特別賞受賞。
- 1998「DOMANI･明日」展（安田火災東郷青児美術館）・日本現代作家作品展（上海美術館、中国）。
- 1999年 安達博文の世界展－僕の中のぼく－（財・池田20世紀美術館）。
- 2000年 美の世界―「顔」でつづる日記―安達博文（日本テレビ制作）・『絵は風景』読売新聞日曜版(画・安達博文、文・芥川喜好)・アート最前線25年作家とともに（池田20世紀美術館）。
- 2001年 第1回みちの会出品(髙島屋。 大阪・名古屋、5回展まで。
- 2002年 文化庁在研制度35周年記念「DOMANI･明日」展2002（安田火災東郷青児美術館）。
- 2003年 人を描く展Ⅱ(神田日勝記念館、北海道)。
- 2005年 安達博文展　現代の写楽か－安達の眼－(財・駒ケ根高原美術館)。
- 2006年 国画会80周年記念展（財・メナード美術館）。
- 2007年 第1回個の地平展（日本橋髙島屋、以後毎回出品）。
- 2008年 文化庁芸術家在外研修制度40周年記念　旅展(国立新美術館）・東京コンテンポラリーアートフェア2008(東京美術倶楽部－彩鳳堂画廊ブース)。
- 2010年 伝統からの創造・21世紀展(2015年まで)・安達博文展(髙島屋。 東京日本橋・名古屋)。
- 2011年 安達博文展(大阪髙島屋)・北海道現代具象展招待出品(北海道立近代美術館、他)。
- 2012年 Domani・明日展　文化庁芸術家在外研修45周年記念特別展示招待出品(国立新美術館)・公募団体ベストセレクション 美術 2012(東京都美術館)・北海道現代具象展記念展招待出品 (北海道立近代美術館、他)。
- 2016年 90＋90国画(品川区立O美術館、東京)。
- 2017年 日本現代アートとの対話展－中日国交正常化45周年＆香港返還20周年記念－招待出品(中国文化センター、東京)・文化庁芸術家在外研修員制度50周年記念展（高島屋日本橋店、他）。
- 2018年 富山大学芸術文化学部教授定年退官・安達博文の世界展（森記念秋水美術館、富山）。
- 2020年 近現代日本絵画展招待出品（砺波市美術館、富山）。
- 2021年 安達博文展（大阪髙島屋）

## 主な作品
- 時の符－ⅩⅦ・ⅩⅧ　 259×348cm　2021年
- 時の符－XXⅤ・XXⅥ　259×348cm　2019年
- 時の符－XXⅠ　259×174cm　2017年
- 男と女　1940×162cm　1977年

## 著書
- 現代デッサンの技法 (単著･アトリエ出版社刊)／受験美術コース油絵科(共著･講談社ラーニング刊) ／群像･日本の作家-志賀直哉(小学館刊) -カット、担当／他

パブリックコレクション
- 朝日町立ふるさと美術館(富山)／朝日町立あさひ野小学校壁画制作(富山)／(財)池田20世紀美術館(静岡)／金沢美術工芸大学資料館(石川)／(財)駒ケ根高原美術館(長野)／黒部市美術館(富山)／佐久市立近代美術館(長野)／秋水美術館(富山)／女子美術大学アートミュージアム(神奈川) ／白木谷国際現代美術館(高知)／鈴廣かまぼこ博物館(神奈川) ／高岡市万葉歴史館(富山)／富山市民プールステンドグラス(富山)／富山市体育館(富山)